# Annonay
Annonay é uma comuna francesa na região administrativa de Auvérnia-Ródano-Alpes, no departamento de Ardèche. Estende-se por uma área de 21,20 km². Em 2010 a comuna tinha 16 912 habitantes (densidade: 797,7 hab./km²).